# Lactarius romagnesii
Lactarius romagnesii är en svampart som beskrevs av Bon 1979. Lactarius romagnesii ingår i släktet riskor och familjen kremlor och riskor.  Arten är reproducerande i Sverige. Inga underarter finns listade i Catalogue of Life.

## Källor

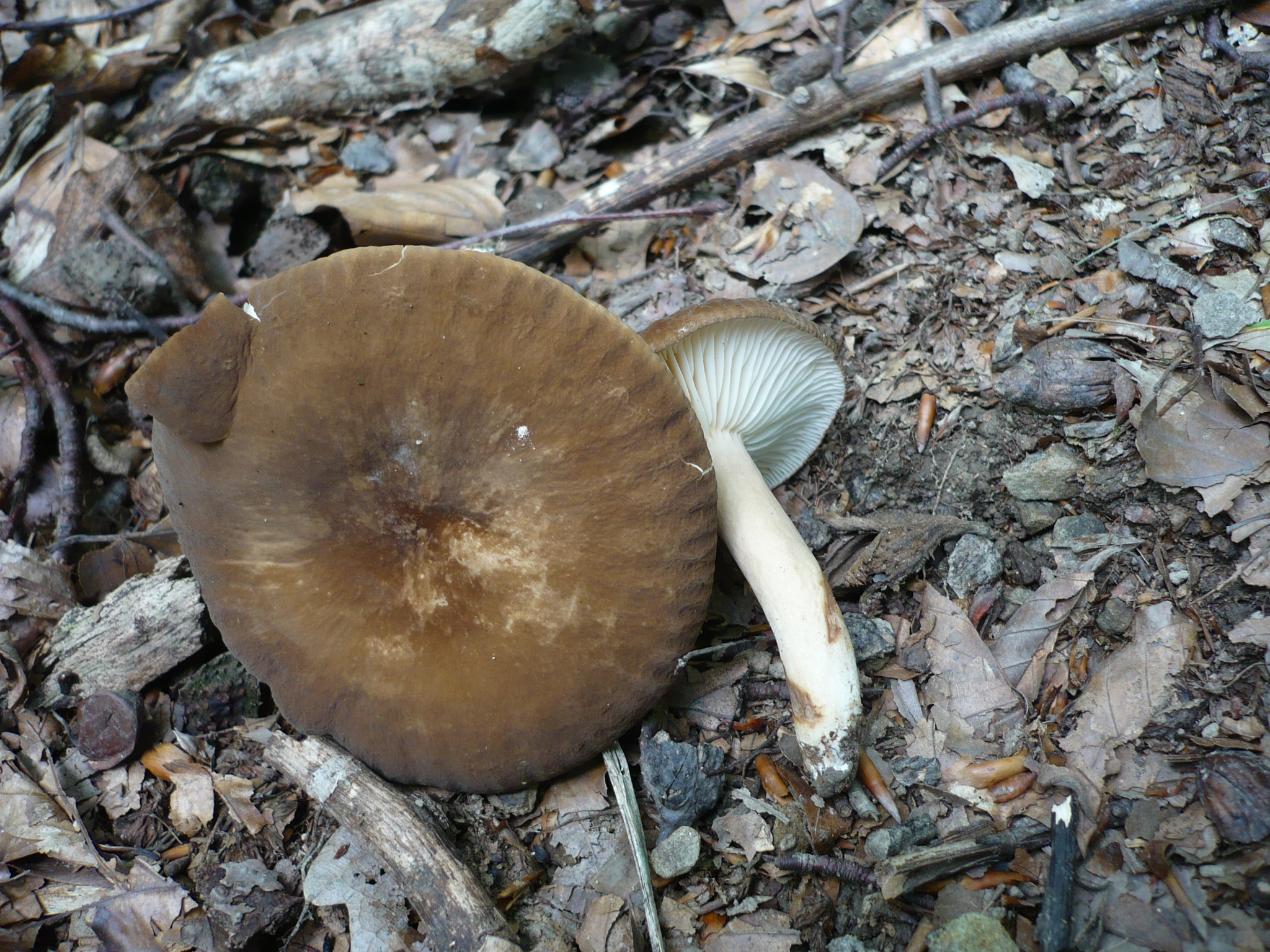